# ブタルビタール・アセトアミノフェン
ブタルビタール・アセトアミノフェン（英: Butalbital/acetaminophen）は、ブタパップ（英: Butapap）などの商品名で販売されている、緊張性頭痛と片頭痛の治療に用いられる配合薬である。

## 解説
ブタルビタール、バルビツール酸塩、パラセタモール（アセトアミノフェン）、鎮痛剤が含まれている。カフェインが含まれているものは、フィオリセット（英: Fioricet）などの商品名で販売されている。投与法は経口摂取である。また、この組み合わせはコデインが配合されたものが販売されている場合もある。
最も一般的な副作用には、眠気、めまい、呼吸困難、腹痛などがあげられる。その他の重度の副作用には、肝臓の疾患、錯乱、依存症、アレルギー反応などがあげられる。頻繁に使用すると、薬物乱用頭痛を引き起こす可能性があり、難治性であることから世界的に問題視されている。バルビツール酸塩の離脱は、長期間の使用後に急速に停止した場合に発生する可能性がある。妊娠中または授乳中の人への投与は一般的に推奨されていない。
この組み合わせは、1984年に米国で医療用に承認された。後発医薬品として入手できる。米国では、2019年の時点での卸売価格は1回の投与あたり約1.20米ドルである。2017年には、米国で187番目に多い一般的に処方された薬であり、その処方件数は300万件を超える。米国の一部の州では、スケジュールIIIの規制物質によって規制されているが、連邦政府では規制されていない。ヨーロッパの多くの国では使用禁止されている。日本国内では頭痛治療に使われない。